# Petr Hrbek
Petr Hrbek (Praga, 3 aprile 1969) è un ex hockeista su ghiaccio ceco, fino al 1992 cecoslovacco.

## Palmarès

### Olimpiadi invernali
- 1 medaglia:
  - 1 bronzo (Albertville 1992[1])